# Église Saint-Denis de Tours
Pour les articles homonymes, voir Église Saint-Denis.
L'église Saint-Denis de Tours est une ancienne église affectée au culte catholique à Tours, dans le département d'Indre-et-Loire (France). Elle est située dans le Vieux-Tours, non loin de la basilique Saint-Martin de Tours. Fondée en 1188 et reconstruite au XVe siècle, elle a été fermée au culte en 1782.
Reconvertie en habitation, elle fait partie des monuments historiques depuis 1946 et accueille au XXIe siècle le Centre musical Jean de Ockeghem.

## Localisation
L'église Saint-Denis se situe à Tours (Indre-et-Loire, France) dans l'angle nord-ouest de la place de Châteauneuf, à Tours, qui la sépare de la tour Charlemagne, vestige de l'ancienne basilique Saint-Martin de Tours. Reconvertie en centre musical, son accès s'effectue par une porte percée dans son chevet. Cette porte s'ouvre sur une cour commune avec l'hôtel des Ducs de Touraine.
Sa façade est visible, à l'ouest, depuis la rue du Change, en retrait entre deux habitations modernes au niveau du numéro 14.

## Histoire
L'église Saint-Denis est fondée en 1188 par Renaud, abbé de Pontlevoy ; elle dépend alors de cette abbaye, ce qui est à l'origine d'un procès avec le chapitre des chanoines de Saint-Martin, qui n'avait pas délivré l'autorisation de construire. L'affaire se règle à l'amiable. Au début du XIIIe siècle, elle est érigée en paroisse et entourée de son cimetière paroissial.
Elle fait l'objet d'une reconstruction totale vers la fin du XVe siècle, comme en témoignent des inscriptions à l'intérieur du bâtiment.
Par décret du 22 janvier 1781, la paroisse Saint-Denis de Tours est supprimée et rattachée à celle de Saint-Pierre-le-Puellier. Cette décision est prise par Mgr de Conzié, archevêque de Tours, qui souhaite une simplification de la carte ecclésiastique,. L'église est désaffectée, louée à un boulanger puis sert d'écurie à l'hôtel de la Croix-Blanche voisin. Elle est vendue comme bien national en 1791.
L'ancienne église Saint-Denis est restaurée vers 1930 : ses voûtes sont refaites et un plancher la sépare en deux étages, l'étage supérieur servant de salle de bal à l'hôtel de la Croix-Blanche.
Par arrêté du 17 juillet 1946, l'église Saint-Denis de Tours est portée sur la liste des monuments historiques en tant qu'édifice inscrit.
Une ultime restauration, intérieure comme extérieure, a lieu dans les années 1980 et permet de dégager le chevet de l'église de constructions qui avaient pris appui sur elle ; elle débouche sur la transformation de l'ancienne église en centre musical, l'étage étant dévolu à une salle de spectacle alors que le rez-de-chaussée accueille un conservatoire de musique pour adultes. La ville de Tours est, en 2014, propriétaire du bâtiment.

## Architecture
L'édifice de ce début de XXIe siècle n'est pas antérieur au XVe siècle et l'architecture de l'édifice primitif du XIIe siècle n'est pas connue.

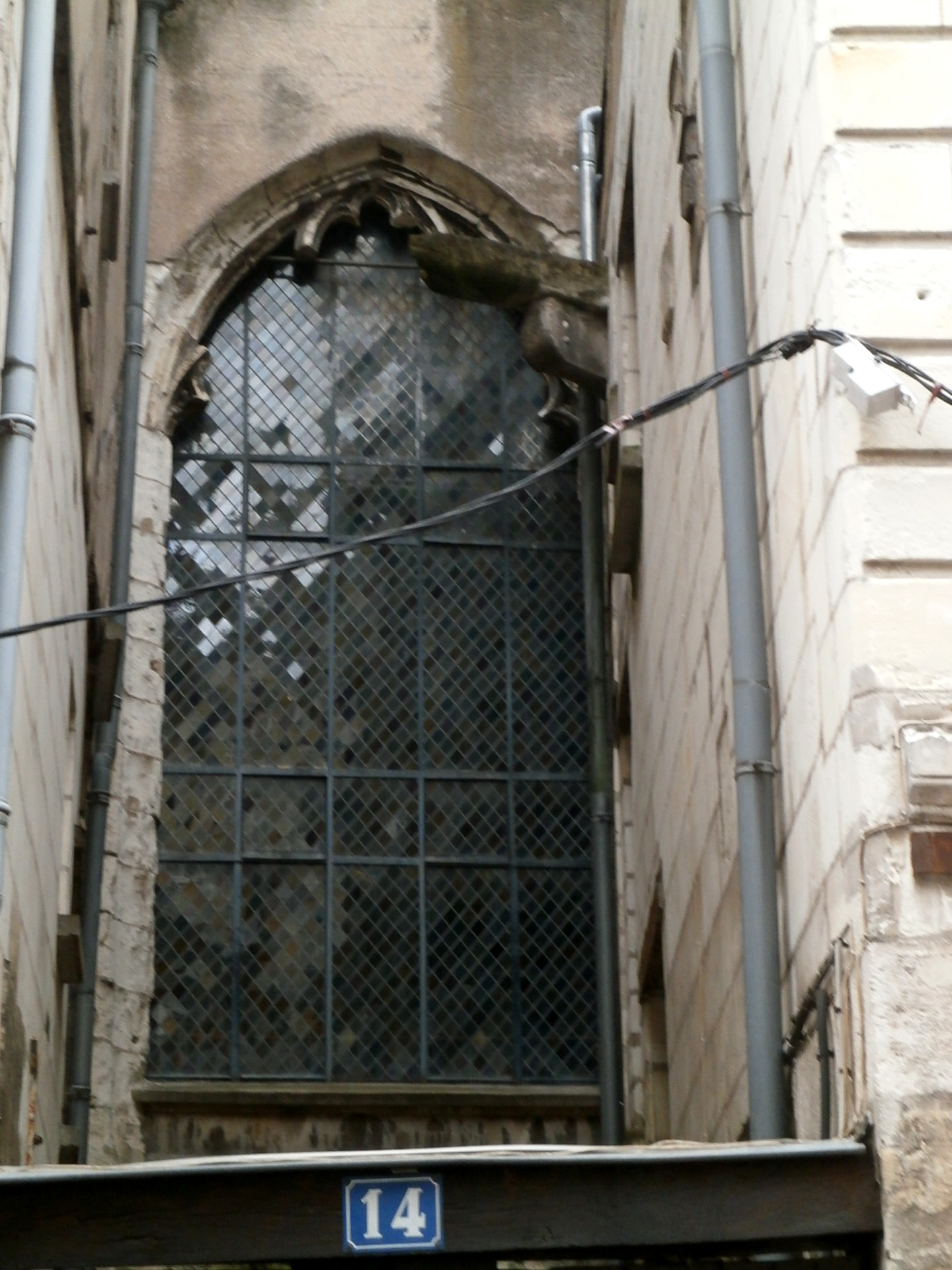
Baie de la façade ouest de l'église.

Des constructions plus récentes prennent appui sur les murs de l'église et le cachent presque entièrement, excepté le chevet, dégagé, et deux baies se révélant en retrait entre les maisons. Le chevet plat, à l'est, est percé au rez-de-chaussée de la porte d'accès moderne à l'édifice ; plus haut, une grande baie en arc brisé éclaire le premier étage au-dessus du plancher moderne. Côté ouest, une haute baie gothique surmontant le portail laisse encore apparaître l'amorce des remplages qui soutenaient sa rosace ; au niveau de l'arc brisé qui la couronne, une gargouille appartenant à l'église émerge d'un mur moderne qui a couvert l'ancienne construction. Côté sud, la baie éclairent l'une des trois chapelles est également visible de la rue.

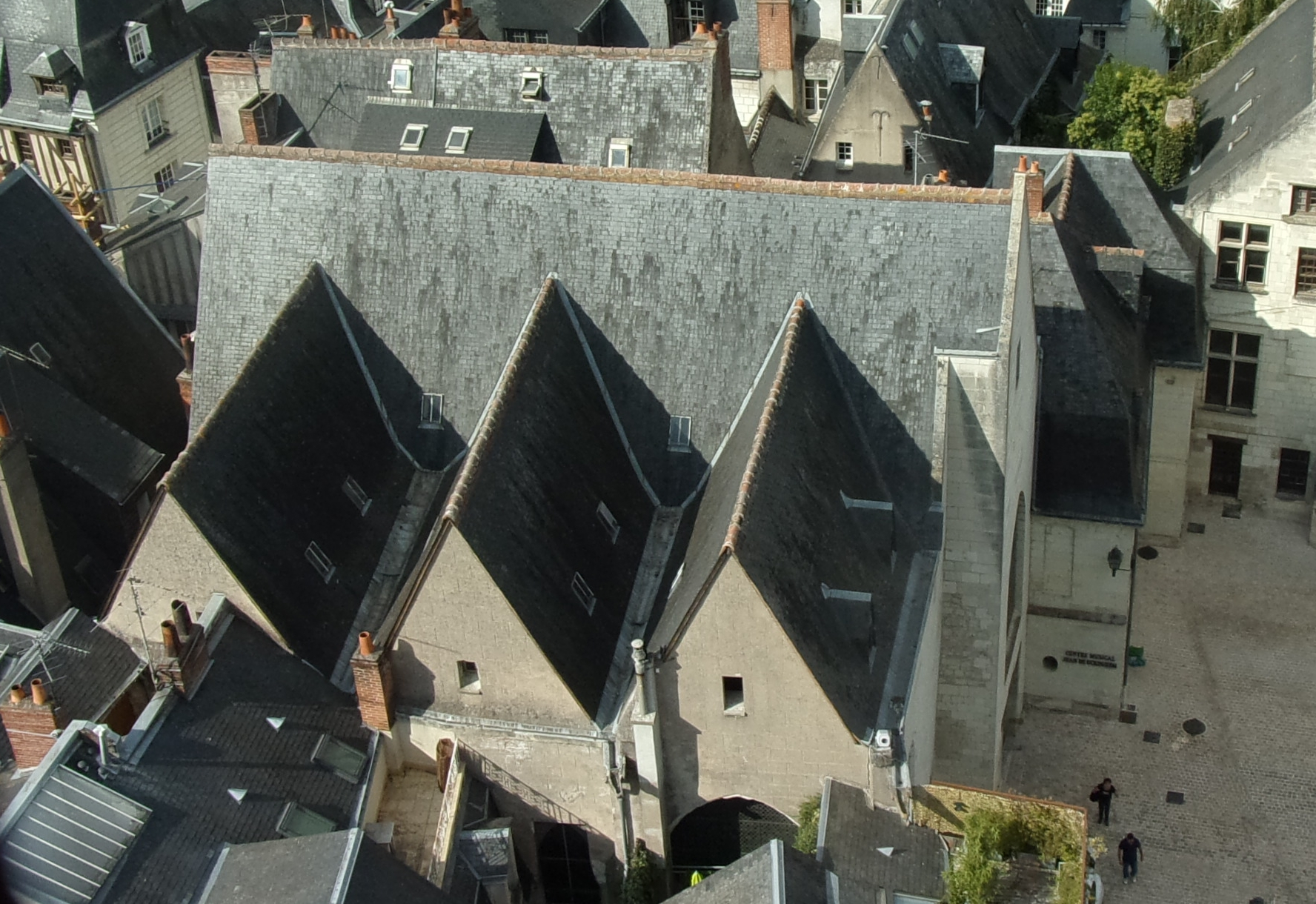
Vue aérienne de l'église.

Intérieurement, l'église Saint-Denis se compose d'une nef à trois travées voûtées sur croisées d'ogives ; cette nef se termine à l'est par un chevet plat sans interposition d'un transept. Côté sud, la nef est flanquée d'un collatéral composé de trois chapelles voûtées comme la nef, chaque chapelle correspondant à une travée de la nef. Deux dates, 1482 et 1483, gravée sur les parois de l'une des chapelles, sont interprétées comme les années de leur construction,. Des vestiges d'une fresque du XVe siècle subsistent sur le mur oriental du collatéral : ils représentent des scènes pieuses dont certains personnages ont été identifiés : Dieu, Adam et Ève.